# Меджидие (монета)
Вижте пояснителната страница за други значения на Меджидие.
Меджидиè (на турски: Mecidiye), наричано още меджидѝя, е стара турска монета, дробна на златната турска лира. Използвана е в обращение в Османската империя.
Златното меджидие е равно на 100 куруша. Съдържа 6.610 грама чисто злато, колкото в 22.77 френски франка или около 5.50 рубли.
Сребърното меджидие, известно като бя̀ла меджидѝя се равнява на 20 куруша – 1/5 от златната турска лира.